# Бенямин Лист
Бѐнямин Лист (на немски: Benjamin List, [ˈbɛnjamiːn ˈlɪst]) е германски химик.

## Биография
Роден е на 11 януари 1968 година във Франкфурт в семейството на учен и архитектка. През 1993 година завършва химия в Берлинския свободен университет, а през 1997 година защитава докторат във Франкфуртския университет. Работи в Изследователския институт „Скрипс“ в Сан Диего (1997 – 2003) и в Института „Макс Планк“ за изследване на въглищата (от 2003), който оглавява през 2012 – 2014 година. Изследванията му са в областта на органичната химия, като става един от основоположниците на органокатализата. През 2021 година получава, заедно с Дейвид Макмилан, Нобелова награда за химия „за разработването на асиметричната органокатализа“.